# Faramea cordifolia
Faramea cordifolia är en måreväxtart som beskrevs av Auguste François Marie Glaziou. Faramea cordifolia ingår i släktet Faramea och familjen måreväxter. Inga underarter finns listade i Catalogue of Life.